# Ocella
"Ocella" was also a generic brand of oral drospirenone contraceptive.
Ocella là một chi bướm ngày thuộc họ Bướm nâu.